# Liste de peintures de Pontormo
Cette page non exhaustive fournit une liste chronologique de tableaux du peintre Pontormo, Jacopo Carucci, connu sous le nom de Jacopo da Pontormo, ou plus simplement Pontormo, né à Pontorme (quartier d'Empoli) le 24 mai 1494 et enterré à Florence le 2 janvier 1557, est un peintre italien de l'école florentine et l'un des représentants du mouvement maniériste dans la peinture du XVIe siècle.
| oeuvre                                                | titre | date      | technique                           | dimensions       | lieu                                                      | ville              |
| ----------------------------------------------------- | --- | --------- | ----------------------------------- | ---------------- | --------------------------------------------------------- | ------------------ |
|                                                       | | 1510/1519 |                                     |                  |                                                           |                    |
|                                                       | Léda et le cygne | 1512/1513 | huile sur bois                      | 55x40cm          | Musée des Offices                                         | Florence           |
|                                                       | Saint Jean-Baptiste | 1514      | huile sur bois                      | 65x47,7cm        | Musée des Beaux-Arts                                      | Dijon              |
|                                                       | Décoration de la chapelle des Papes                                                                                           | 1514      | -                                   | -                | basilique Santa Maria Novella                             | Florence           |
|                                                       | Episode de la vie hospitalière                                                                                                | 1514      | fresque détachée                    | 91x150cm         | Galleria dell'Accademia                                   | Florence           |
|                                                       | madone à l'Enfant entre les saints lucie, agnès, zaccharie et archange Michel - conversation sacrée de san Ruffillo           | 1514      | fresque                             | -                | Chapelle saint Luc de la Basilique Santissima Annunziata  | Florence           |
|                                                       | Visitation | 1514-1516 | fresque                             | -                | Chiostrino dei Voti de la Basilique Santissima Annunziata | Florence           |
|                                                       | Joseph en Égypte | 1517/1518 | huile sur bois                      | 96,5 × 109,5 cm, | National Gallery                                          | Londres            |
|                                                       | Joseph vendu à Potiphar | 1515/1517 | huile sur bois                      | 58x50cm          | National Gallery                                          | Londres            |
|                                                       | Joseph imposé par ses frères de la chambre nuptiale Borgherini                                                                | 1515/1518 | huile sur bois                      | 36x142cm         | National Gallery                                          | Londres            |
|                                                       | Pharaon rend sa charge au grand échanson                                                                                      | 1518      | huile sur bois                      | 61 × 51,7 cm,    | National Gallery                                          | Londres            |
|                                                       | Saint Quentin | 1517/1518 | huile sur toile                     | 163x103cm        | Musée Civique                                             | Sansepolcro        |
|                                                       | Portrait d'un graveur de pierres fines                                                                                        | 1517      | huile sur bois                      | 70x53cm          | Musée du Louvre                                           | Paris              |
|                                                       | Portrait d'un musicien | env.1518  | huile sur bois                      | 88x67cm          | Galerie des Offices                                       | Florence           |
|                                                       | Retable Pucci | 1518      | huile sur bois                      | 214x195cm        | Eglise san Michele Visdomini                              | Florence           |
|                                                       | Saint Jean Evangéliste et Archange saint Michel                                                                               | 1519      | huile sur bois                      | 173x59cm         | Eglise saint Michel Archange                              | Pontormo (Empoli)  |
|                                                       | Saint Antoine abbé | env.1519  | huile sur toile                     | 79x66cm          | Galerie des Offices                                       | Florence           |
|                                                       | Vertumne et Pomone | 1519/1521 | fresque                             | 461x990cm        | Villa Medici                                              | Poggio a Caiano    |
|                                                       | Scène de Sacrifice | 1520/1545 | huile dur toile                     | 85x148cm         | Galleria Farnese (Museo di Capodimonte)                   | Naples             |
|                                                       | La Sainte Famille avec saint Jean-Baptiste                                                                                    | 1522/1523 | huile sur toile                     | 120 × 99 cm      | Musée de l'Ermitage                                       | Saint-Petersbourg  |
|                                                       | Adoration des Mages | 1522/1523 | huile sur bois                      | 85x190cm         | Galleria Palatina (palazzo Pitti)                         | Florence           |
|                                                       | Portrait de Cosme l'Ancien | 1519/1520 | huile sur bois                      | 86x65cm          | Galerie des Offices                                       | Florence           |
|                                                       | Portrait considéré comme celui de Francesco da Castiglione                                                                    | env.1520  | huile sur panneau                   | 50x39cm          | Palazzo Pitti                                             | Florence           |
|                                                       | Tabernacle de Boldrone | 1521/1522 | fresque                             | 307x429cm        | Accademia degli arti del Disegno                          | Florence           |
|                                                       | Double portrait d'amis | vers 1522 | huile sur bois                      | 88x68ccm         | Collection Vittorio Cini                                  | Venise             |
|                                                       | Résurrection | 1523/1525 | fresque détachée                    | 300x290 cm       | Chartreuse du Galluzzo                                    | Florence           |
|                                                       | Via Crucis | 1523/1525 | fresque détachée                    | 300x300 cm       | Chartreuse du Galluzzo                                    | Florence           |
|                                                       | Déposition | 1523/1525 | Fresque détachée                    | 300x300 cm       | Chartreuse du Galluzzo                                    | Florence           |
|                                                       | Jésus devant Pilate | 1523/1525 | Fresque détachée                    | 300x300cm        | Chartreuse du Galluzzo                                    | Florence           |
|                                                       | Prière au jardin des oliviers                                                                                                 | 1523/1525 | Fresque détachée                    | 300x300cm        | Chartreuse du Galluzzo                                    | Florence           |
|                                                       | Le Souper à Emmaüs | 1525      | huile sur toile                     | 230x173cm        | Galerie des Offices                                       | Florence           |
|                                                       | Madone à l'Enfant et saint Jean Baptiste                                                                                      | env.1523  | huile sur bois                      | 87x67cm          | Palazzo Corsini                                           | Florence           |
|                                                       | Madone à l'Enfant et deux anges                                                                                               | 1525      | huile sur bois                      | -                | supposément au California Palace of the Legion of Honor   | San Francisco ?    |
|                                                       | portrait d'homme jeune | 1525/1526 | huile sur bois                      | 85x61cm          | Musée du Palazzo Mansi                                    | Lucques            |
|                                                       | Annonciation | 1526/1528 | fresque                             | -                | Chapelle Capponi église Santa Felicità                    | Florence           |
|                                                       | La Déposition | 1526/1528 | huile sur bois                      | 313x192cm        | Chapelle Capponi église Santa Felicità                    | Florence           |
|                                                       | Saint Jean (avec Bronzino) | env.1525  | huile sur bois                      | 70cm             | Chapelle Capponi église Santa Felicità                    | Florence           |
|                                                       | Saint Matthieu (avec Bronzino)                                                                                                | env.1525  | huile sur bois                      | 70cm             | Chapelle Capponi église Santa Felicità                    | Florence           |
|                                                       | Saint Luc (avec Bronzino) | env.1525  | huile sur bois                      | 70cm             | Chapelle Capponi église Santa Felicità                    | Florence           |
|                                                       | Saint Marc (avec Bronzino) | env.1525  | huile sur bois                      | 70cm             | Chapelle Capponi église Santa Felicità                    | Florence           |
|                                                       | Naissance de saint Jean-Baptiste                                                                                              | env.1526  | huile sur bois                      | 54cm             | Galerie des Offices                                       | Florence           |
|                                                       | Saint Jérôme dans le désert                                                                                                   | 1527/1528 | huile sur bois                      | 105x80cm         | Landesmuseum                                              | Hanovre            |
|                                                       | La Visitation de Carmignano                                                                                                   | 1528      | huile sur carton                    | 202x156cm        | église prévôtaleSaints-Michel-et-François                 | Carmignano         |
|                                                       | La Vierge à l'Enfant avec sainte Anne et quatre saints                                                                        | 1529      | huile sur bois                      | 228x176cm        | Musée du Louvre                                           | Paris              |
|                                                       | les onze mille martyrs | 1529/1530 | huile sur bois                      | 65x73cm          | Palazzo Pitti                                             | Firenze            |
|                                                       | Portrait d'un hallebardier | 1528/1530 | huile sur bois transférée sur toile | 92x72cm          | Getty Center                                              | Los Angeles        |
|                                                       | Portrait d'un joueur de luth                                                                                                  | 1529/1530 | huile sur bois                      | 81,2x57,7cm      | Collection Alana                                          | Newark             |
|                                                       | Vierge à l'Enfant avec le petit saint Jean                                                                                    | 1529/1530 | huile sur bois                      | 89x73cm          | Galerie des Offices                                       | Florence           |
|                                                       | Portrait d'un jeune homme au chapeau rouge                                                                                    | env.1530  | -                                   | -                | Coll.privée                                               | Londres            |
|                                                       | Noli me Tangere (d'après un carton de Michelange)                                                                             | 1531/1532 | huile sur toile                     | 172x134cm        | Casa Buonarotti                                           | Florence           |
|                                                       | Vénus et Cupidon | 1532/1534 | huile sur bois                      | 128x197cm        | Galleria dell'Accademia                                   | Florence           |
|                                                       | Portrait d'Alexandre de Médicis                                                                                               | 1534/1535 | huile sur bois                      | 100x81cm         | Museum of Art                                             | Philadelphie       |
|                                                       | Portrait d'Alexandre de Médicis                                                                                               | 1534/1535 | huile sur bois                      | 33x26cm          | Art Institute                                             | Chicago            |
|                                                       | Cosme 1er de Médicis | env.1538  | Détrempe sur bois                   | 95x75cm          | Metropolitan Museum                                       | New York           |
|                                                       | Portrait de Maria Salviati et Giulia de Médicis                                                                               | env.1539  | huile sur bois                      | 88x71cm          | Walter Art Museum                                         | Baltimore          |
|                                                       | Portrait d'homme avec gants et livre                                                                                          | 1540/1541 | huile sur bois                      | 88x71cm          | Fondation Cerruti                                         | Castello di Rivoli |
|                                                       | Portrait de Monseigneur della Casa                                                                                            | 1540/1543 | huile sur bois                      | 102x80cm         | National Gallery of Art                                   | Washigton          |
|                                                       | Madone au livre | 1540/1550 | huile sur bois                      | 120x102cm        | coll.privée                                               |                    |
|                                                       | Portrait de Maria Salviati | 1543      | huile sur bois                      | 87x71cm          | Galerie des Offices                                       | Florence           |
| -                                                     | Fresques du choeur de San Lorenzo avec l'aide de Bronzino - ayant nécessité dix ans de travail et détruite en 1738 ou 1742... | 1446-1556 | Fresques                            | -                | Basilique San Lorenzo                                     | Florence           |
| autres oeuvres aux données incomplètes ou incertaines | |           |                                     |                  |                                                           |                    |
|                                                       | Adam et Ève chassés du Paradis                                                                                                | ?         | probablement huile sur bois         | ?                | Coll.privée anglaise                                      | -                  |
|                                                       | Via Crucis | ?         | ?                                   | ?                | ?                                                         | ?                  |